# سيسنا كوميت
سيسنا كوميت (بالإنجليزية: Cessna Comet)‏ كانت طائرة مبكرة صممت وبنيت من قبل كلايد سيسنا في عام 1917 في الولايات المتحدة. كانت طائرة أحادية السطح مكونة بالأسلاك تقليديا مع مقصورة شبه مغلقة تتسع لراكب واحدا بالإضافة إلى الطيار. في 5 يوليو 1917، استخدمها سيسنا وسجل بها رقم وطني قياسي للسرعة الجوية والتي بلغت 124.6 ميل في الساعة (200.5 كم / ساعة) وسجل المسافة الوطنية 76 ميلا (122 كم) من بلاكويل، أوكلاهوما، إلى ويتشيتا، كانساس.

## مواصفات
الخصائص العامة
- طاقم العمل: One pilot
- السعة: 3 passengers
- المحرك: 1 × Anzani, 60 حصان (45 كيلو وات)

الأداء

## روابط خارجية
- "The Cessna Story". 172guide.com. مؤرشف من الأصل في 2008-12-27. اطلع عليه بتاريخ 2009-03-01.